# Katie Archibald
Katie Archibald, MBE (* 12. März 1994 in Walton-on-Thames) ist eine schottische Radrennfahrerin und zweifache Olympiasiegerin im Bahnradsport. Bis einschließlich 2024 errang sie sechs WM- und 20 europäische Titel.

## Sportliche Laufbahn
Katie Archibald war zunächst als Schwimmerin aktiv, bevor sie 2011 mit dem Radsport beganng. 2012 wurde sie schottische Junioren-Meisterin im Sprint und Keirin sowie britische Junioren-Meisterin im Punktefahren sowie in der Mannschaftsverfolgung. 2013 siegte sie beim Irish International Track GP zweimal, im Punktefahren sowie im Scratch, und in der Einerverfolgung belegte sie Platz zwei.
Ebenfalls 2013 wurde Archibald bei den Bahn-Europameisterschaften in Apeldoorn Europameisterin in der Mannschaftsverfolgung, gemeinsam mit Elinor Barker, Laura Trott und Danielle King. 2014 wurde sie gemeinsam mit Laura Trott, Elinor Barker und Danielle King Weltmeisterin in der Mannschaftsverfolgung und errang im selben Jahr zwei Titel als Europameisterin in der Einer- sowie in der Mannschaftsverfolgung.
Im Dezember 2015 erlitt Kate Archibald einen Unfall mit einem Motorrad und konnte deshalb nicht bei den Bahnweltmeisterschaften im März 2016 in London starten. Der Sportdirektor von British Cycling, Shane Sutton, kritisierte sie öffentlich für diese Fahrt mit einem Motorrad und nannte diese „verrückt“ und „eine schlechte Wahl“. Ihre Mannschaftskameraden Jason Kenny und Laura Trott nahmen Archibald in Schutz. Wenn man tagtäglich hart trainiere, brauche man auch andere Dinge im Leben, die einem Freude machten. Die britischen Trainer würden die Sportler wie „Kinder“ behandeln.
2016 wurde Archibald für die Teilnahme an den Olympischen Spielen in Rio de Janeiro nominiert, wo sie gemeinsam mit Elinor Barker, Ciara Horne und Joanna Rowsell-Shand Olympiasiegerin in der Mannschaftsverfolgung wurde. Im Jahr darauf wurde sie Weltmeisterin im Omnium und errang drei nationale Titel, in der Einerverfolgung, im Scratch und im Punktefahren. Ebenfalls 2017 wurde sie zum vierten Mal in Folge Europameisterin in der Einerverfolgung.
Bei den Bahnradsport-Weltmeisterschaften 2018 in Apeldoorn wurde Katie Archibald gemeinsam mit Emily Nelson Weltmeisterin im Zweier-Mannschaftsfahren, in der Mannschaftsverfolgung errang sie Silber. Später im Jahr gewann sie zwei Medaillen bei den Commonwealth Games, Gold in der Einerverfolgung, Silber im Punktefahren. Zudem gewann sie in verschiedenen Disziplinen Läufe beim Bahnrad-Weltcup 2018/19. 2018 und 2019 wurde sie Europameisterin in der Mannschaftsverfolgung.
Die Britinnen Katie Archibald, Josie Knight, Laura Kenny und Neah Evans fuhren im November 2020 bei der Bahn-EM in der Mannschaftsverfolgung mit 4:10,437 Minuten bis auf 0,199 Sekunden an ihren eigenen, vier Jahre alten Weltrekord von den Olympischen Spielen 2016 in Rio heran, als sie Gold gewann.
Beim ersten Lauf des UCI Track Cycling Nations’ Cup 2022 in Glasgow im April 2022 stürzte Archibald beim abschließenden Punktefahren; sie brach ihr Schlüsselbein und erlitt eine Gehirnerschütterung. Ende Mai 2022 wurde sie bei einer Trainingsfahrt von einem Auto erfasst und verletzte sich an ihren Knöcheln. 2022 belegte sie bei den Bahnweltmeisterschaften (mit Neah Evans, Josie Knight, Anna Morris und Megan Barker) Rang zwei und sie gewann den Scratch-Wettbewerb beim Lauf der UCI Track Champions League in Palma.
Bei den Bahnradsport-Europameisterschaften 2023 errang Katie Archibald in Omnium, Zweier-Mannschaftsfahren (mit Elinor Barker) und Mannschaftsverfolgung (mit  Neah Evans, Josie Knight, Anna Morris und Elinor Barker) drei Titel. Damit wurde sie insgesamt 20-mal Europameisterin. Bei den Bahnradsport-Weltmeisterschaften 2023 wurde sie mit Elinor Barker, Josie Knight, Anna Morris und Megan Barker erneut Weltmeisterin in der Einerverfolgung.
2024 musste Archibald auf die Teilnahme an den Olympischen Spielen verzichten, nachdem sie sich kurz zuvor bei einem Unfall im heimischen Garten das Sprunggelenk gebrochen hatte.

## Diverses
Auch ihr älterer Bruder John (* 1990) ist als Radrennfahrer aktiv. 2016 wurde er schottischer Meister im Einzelzeitfahren über 25 Meilen.
Am 23. August 2022 starb Archibalds Freund, der Mountainbiker Rab Wardell, im Schlaf, mutmaßlich an einem Herzstillstand. Katie Archibald hatte erfolglos versucht, Erste Hilfe zu leisten, um ihm das Leben zu retten. Wardell war erst zwei Tage zuvor schottischer Meister im Mountainbike geworden.

## Erfolge

### Bahn
2013

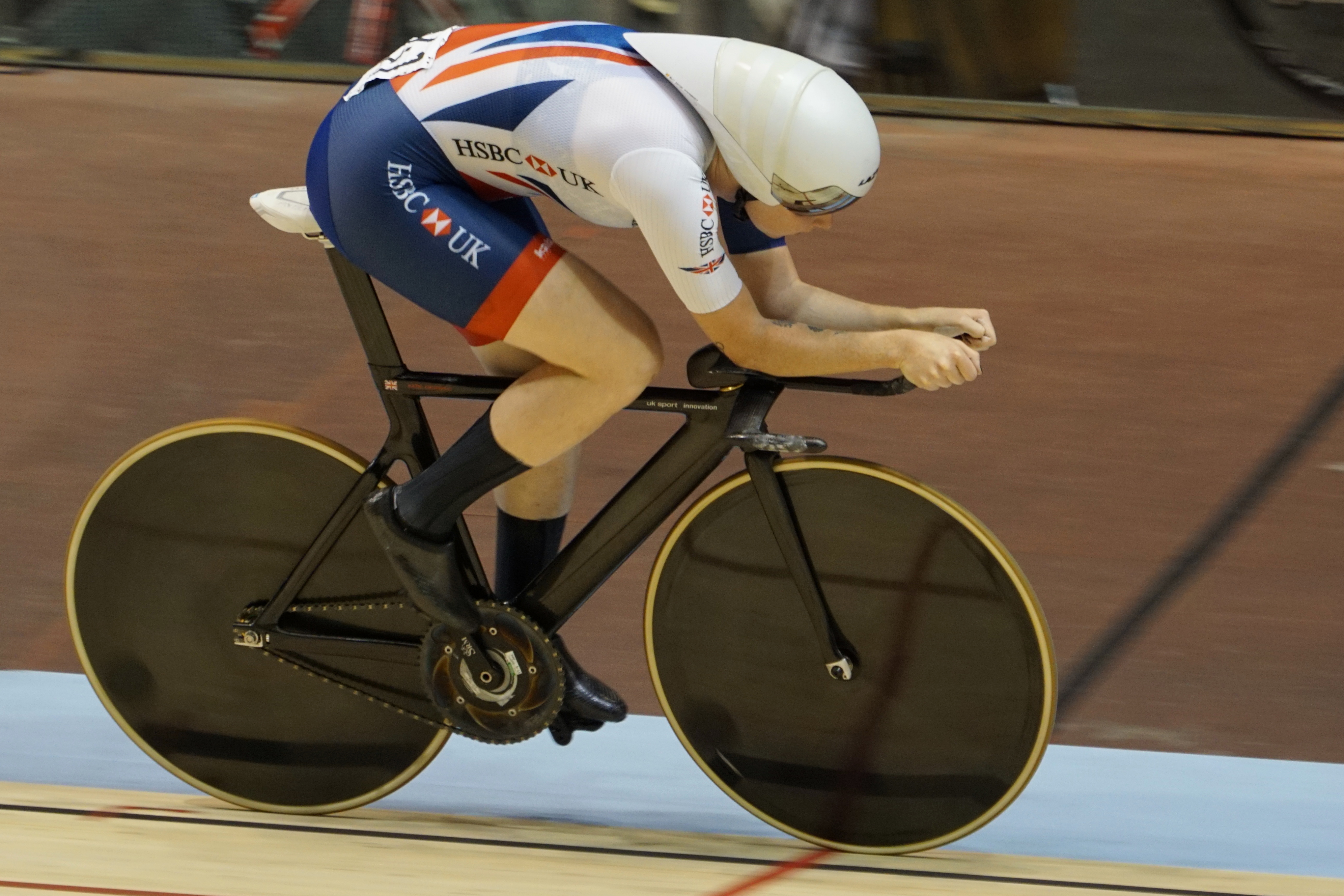
Katie Archibald bei der Bahn-EM 2017

- Europameisterin – Mannschaftsverfolgung (mit Elinor Barker, Laura Trott und Danielle King)
- Weltcup in Aguascalientes – Mannschaftsverfolgung (mit Elinor Barker, Danielle King und Joanna Rowsell)

2014
- Weltmeisterin – Mannschaftsverfolgung (mit Laura Trott, Elinor Barker und Joanna Rowsell)
- Europameisterin – Einerverfolgung, Mannschaftsverfolgung (mit Laura Trott, Ciara Horne und Elinor Barker)
- Britische Meisterin – Einerverfolgung
- Weltcup in London – Mannschaftsverfolgung (mit Laura Trott, Elinor Barker, Ciara Horne)

2015
- Weltmeisterschaft – Mannschaftsverfolgung (mit Laura Trott, Elinor Barker und Joanna Rowsell)
- U23-Europameisterschaft – Einerverfolgung
- Europameisterin – Einerverfolgung, Ausscheidungsfahren, Mannschaftsverfolgung (mit Laura Trott, Joanna Rowsell und Elinor Barker)
- Britische Meisterin – Mannschaftsverfolgung (mit Ciara Horne, Joanna Rowsell und Sarah Storey)

2016
- Olympiasiegerin – Mannschaftsverfolgung (mit Elinor Barker, Laura Trott und Joanna Rowsell-Shand)
- Bahnrad-Weltcup in Glasgow – Zweier-Mannschaftsfahren (mit Manon Lloyd)
- Europameisterin – Einerverfolgung, Omnium
- Europameisterschaft – Ausscheidungsfahren

2017
- Weltmeisterin – Omnium
- Weltcup in Manchester – Zweier-Mannschaftsfahren (mit Elinor Barker), Mannschaftsverfolgung (mit Elinor Barker, Emily Nelson und Neah Evans)
- Weltcup in Milton – Punktefahren, Zweier-Mannschaftsfahren (mit Eleanor Dickinson)
- Europameisterin – Einerverfolgung, Omnium
- Europameisterschaft – Zweier-Mannschaftsfahren (mit Elinor Barker), Mannschaftsverfolgung (mit Elinor Barker, Manon Lloyd und Emily Kay)
- Britische Meisterin – Einerverfolgung, Scratch, Punktefahren, Omnium

2018
- Weltmeisterin – Zweier-Mannschaftsfahren (mit Emily Nelson)
- Weltmeisterschaft – Mannschaftsverfolgung (mit Elinor Barker, Laura Kenny, Emily Nelson und Eleanor Dickinson)
- Siegerin Commonwealth Games – Einerverfolgung
- Commonwealth Games – Punktefahren
- Europameisterin – Mannschaftsverfolgung (mit Laura Kenny, Elinor Barker, Neah Evans und Eleanor Dickinson)
- Europameisterschaft – Omnium, Einerverfolgung
- Britische Meisterin – Einerverfolgung, Punktefahren, Scratch, Omnium, Zweier-Mannschaftsfahren (mit Elinor Barker)
- Weltcup in Milton – Zweier-Mannschaftsfahren (mit Eleanor Dickinson), Mannschaftsverfolgung (mit Laura Kenny, Elinor Barker und Eleanor Dickinson)
- Weltcup in Berlin – Omnium, Mannschaftsverfolgung (mit Emily Kay, Laura Kenny, Emily Nelson und Jessica Roberts)
- Weltcup in London – Zweier-Mannschaftsfahren (mit Laura Kenny), Mannschaftsverfolgung (mit Eleanor Dickinson, Laura Kenny, Neah Evans und Elinor Barker)

2019
- Weltmeisterschaft – Mannschaftsverfolgung (mit Eleanor Dickinson, Elinor Barker und Laura Kenny)
- Britische Meisterin – Einerverfolgung
- Europameisterin – Mannschaftsverfolgung (mit Laura Kenny, Elinor Barker, Neah Evans und Eleanor Dickinson)
- Europameisterschaft – Zweier-Mannschaftsfahren (mit Laura Kenny)
- Europameisterschaft – Einerverfolgung
- Weltcup in Glasgow – Mannschaftsverfolgung (mit Neah Evans, Elinor Barker und Eleanor Dickinson)

2020
- Weltmeisterschaft – Mannschaftsverfolgung (mit Laura Kenny, Neah Evans, Elinor Barker und Eleanor Dickinson)
- Europameisterin – Punktefahren, Mannschaftsverfolgung (mit Laura Kenny, Josie Knight und Neah Evans)

2021
- Olympiasiegerin – Zweier-Mannschaftsfahren (mit Laura Kenny)
- Olympiasiegerin – Mannschaftsverfolgung (mit Neah Evans, Laura Kenny, Josie Knight und Elinor Barker)
- Europameisterin – Scratch, Omnium, Zweier-Mannschaftsfahren (mit Neah Evans)
- Weltmeisterin – Omnium
- Weltmeisterschaft – Punktefahren
- Weltmeisterschaft – Zweier-Mannschaftsfahren (mit Neah Evans), Mannschaftsverfolgung (mit Megan Barker, Neah Evans und Josie Knight)
- UCI Track Champions League – Ausdauer-Gesamtwertung / 5 Einzelsiege

2022
- Weltmeisterschaft – Mannschaftsverfolgung (mit Neah Evans, Josie Knight, Anna Morris und Megan Barker)
- UCI Track Champions League – 5 Einzelsiege

2023
- Europameisterin – Omnium, Zweier-Mannschaftsfahren (mit Elinor Barker), Mannschaftsverfolgung (mit  Neah Evans, Josie Knight, Anna Morris und Elinor Barker)
- Nations Cup in Milton – Omnium, Mannschaftsverfolgung (mit Josie Knight, Anna Morris, Megan Barker und Jessica Roberts)
- Weltmeisterin – Mannschaftsverfolgung (mit Elinor Barker, Josie Knight, Anna Morris und Megan Barker)
- UCI Track Champions League – Ausdauer-Gesamtwertung / 4 Einzelsiege

2024
- Nations Cup in Milton – Zweier-Mannschaftsfahren (mit Elinor Barker)
- Nations Cup in Milton – Omnium, Zweier-Mannschaftsfahren (mit Elinor Barker), Mannschaftsverfolgung (mit Neah Evans, Josie Knight, Megan Barker und Jessica Roberts)
- Weltmeisterin – Mannschaftsverfolgung (mit Megan Barker, Josie Knight, Anna Morris und Jessica Roberts)
- Weltmeisterschaft – Zweier-Mannschaftsfahren (mit Neah Evans)
- UCI Track Champions League – Ausdauer-Gesamtwertung / 4 Einzelsiege

2025
- Britische Meisterin – Punktefahren

### Straße
2018
- Prolog BeNe Ladies Tour